# بردیا سعادت (عکاس)
بردیا سعادت عکاس منظرهٔ ایرانی، متولد تهران و بزرگ شده و ساکن ارومیه است. شهرت وی بیشتر به خاطر عکاسی لنداسکیپ است.
این عکاس که از دیرباز علاقه و توجه خاصی به طبیعت و مناظر طبیعی داشته تا کنون به مناطق زیادی از کشور ایران سفر کرده و عکس‌هایی از مناظر دیدنی ایران به ثبت رسانده است. تعدادی از عکاسان پارسیان تحت سرپرستی بردیا سعادت موفق شدند مدال طلای عکاسی در بخش چشم‌انداز و طبیعت در جشنواره بین‌المللی تاجیکستان، زیر نظر انجمن عکاسان آمریکا را کسب کنند.